# Jeanne Maxime-David
Jeanne Malvoisin, dite Jeanne Maxime-David (née le 13 avril 1886 à Chaumont et morte le 7 février 1976 dans le 16e arrondissement de Paris), est une femme de lettres française. Amie, entre autres, de Julien Cain, de Tristan Bernard, de Marcel Prévost et de Charles Munch, elle est la mère de l'helléniste et académicienne Jacqueline de Romilly.

## Biographie
Fille d'un professeur de lettres, Jeanne Malvoisin épouse Maxime David, un jeune et brillant normalien agrégé de philosophie, quelques années avant la guerre de 1914-1918. Une fille, Jacqueline, naît de leur union en mars 1913. Mais le caporal Maxime David est tué au front le 1er octobre 1914, à Saint-Mard-les-Triots dans la Somme.
Élevant désormais seule sa fille, elle entame quelques années plus tard une carrière littéraire sous le nom de plume de Jeanne Maxime-David. La publication de ses romans donne lieu, dès janvier 1918, à des articles de presse élogieux saluant leur « saveur ironique », le « don d'observation, l'intelligence aiguë et la pénétrante malice » de leur auteur. Parmi les critiques les plus éminents ayant célébré son talent d'écrivain et ses dons pour le théâtre, figurent René Lalou, Ramon Fernandez, Robert Brasillach, Marcel Arland, Gabriel Marcel et Albert Thibaudet. En 1922, la pièce de théâtre L'Amitié imprévue, écrite en collaboration, obtient le second prix d'un concours organisé par Comœdia ; elle est représentée au Casino de Nice et au Théâtre de l'Athénée. Pendant plusieurs années, elle publie chaque mois une nouvelle pour des hebdomadaires comme Candide et Gringoire. En 1934, le roman Amélie est publié d'abord en feuilleton dans le journal Le Temps.
Ces succès littéraires n'empêchent pas Jeanne Maxime-David d'exercer également plusieurs autres activités : elle est un temps journaliste politique à la radio et lectrice pour Gaston Baty au Théâtre Montparnasse. Peu après la Libération, elle devient membre du Comité de lecture et du Comité des Lettres et des Arts pour la radio auprès, entre autres, de Pierre Descaves : elle lit des manuscrits de pièces de théâtre pour apprécier leur valeur afin d'envisager leur éventuelle diffusion. Proposant ses propres œuvres sous des pseudonymes, elle devient ainsi un auteur de théâtre radiophonique. Elle est en outre l'auteur d'un grand nombre d'adaptations pour la radio des œuvres de Maupassant, Stefan Zweig, Arthur Schnitzler, Zola et Jules Verne.
Sa vie est racontée par sa fille, Jacqueline de Romilly, dans un récit autobiographique intitulé Jeanne, écrit en 1977 et publié en 2011.

## Œuvres

### Romans
- La Victoire des dieux lares, Grasset, 1923
- Le Puits aux abeilles, Éditions de l'Œuvre, 1923
- Un homme comme quelques autres, Flammarion, 1926
- Balancez vos dames, Flammarion, 1928
- Premier inceste, Flammarion, 1928
- Amélie, Plon, 1934
- Madame Lafarge, 1952
- Mazaniello
- Pourquoi as-tu fait ça ?

### Théâtre
- L'Amitié imprévue, 1922
- la Nouvelle Marée, 1922
- Goha le simple (adaptation théâtrale du livre d'Albert Adès et Albert Josipovici)
- Michel Lambertier
- Le Banc
- Le Stylo vide
- La Maison d'Isabelle

ainsi que de nombreuses adaptations théâtrales et pièces pour la radio.

### Nouvelles
- La vie n'est pas un roman (recueil de trois nouvelles)